# 50 ans qui ont changé notre quotidien
50 ans qui ont changé notre quotidien est une émission de télévision française présentée par Claire Barsacq écrite et réalisée par Mathieu Schwartz et diffusée sur M6 depuis le 24 mai 2010 en première partie de soirée.

## Principe
Cette série documentaire est consacrée à l'histoire sociétale de ces cinquante dernières années : jamais les changements n’ont été aussi profonds, jamais le monde n’avait autant changé, jusque dans ses moindres détails, que lors de cette période écoulée. Dans tous les domaines, de la santé au travail, du logement aux vacances, de la famille à l’école, ces cinquante dernières années ont apporté des bouleversements complets et spectaculaires à nos modes de vie et à nos façons de nous comporter.

## Épisodes
| N° | Date         | Horaire           | Sujet traité                                        | Audience  |
| -- | ------------ | ----------------- | --------------------------------------------------- | --------- |
| 1  | 24 mai 2010  | 20 h 40 - 22 h 35 | « Mon logement, ma maison ».                        | 2 390 000 |
| 2  | 23 mars 2011 | 20 h 45 - 22 h 35 | « De la petite épicerie aux courses sur Internet ». | 2 270 000 |
| 3  | 30 juin 2011 | 20 h 45 - 22 h 35 | « Les vacances ».                                   | 2 147 000 |